# Impingement

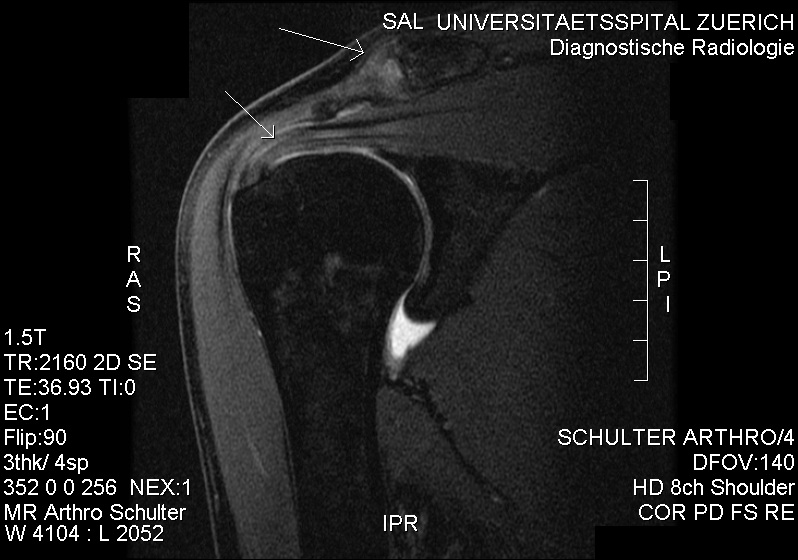
Subacromial impingement (Magnetresonanztomographie)

Als Impingement-Syndrom (engl. „Zusammenstoß“) bezeichnet man in der Orthopädie und Unfallchirurgie eine Funktionsbeeinträchtigung der Gelenkbeweglichkeit. Es entsteht zumeist durch Degeneration oder Einklemmung von Kapsel- oder Sehnenmaterial.
Der Begriff wird vorwiegend für die Schulter verwendet (subacromiales Impingement). Degeneration oder Verletzung der Rotatorenmanschette (Rotatorenmanschettenruptur) sind hier die häufigste Ursache. Betroffene Patienten können aufgrund der zunehmenden Einklemmung der Supraspinatussehne den Arm kaum noch über Schulterhöhe heben. Das eigentliche Impingement entsteht subacromial, also unterhalb des Schultereckgelenkes, weshalb hier von Subacromialsyndrom (SAS) gesprochen wird.
Der Begriff wird aber auch bei anderen Gelenken, insbesondere dem Hüftgelenk, benutzt. Bei der Hüfte handelt es sich in der Regel um ein femoro-acetabuläres Impingement, das durch unvollständige Kongruenz von Hüftkopf (Caput femoris) und Hüftpfanne (Acetabulum) zustande kommt. Man unterscheidet bei der Hüfte das Beißzangen- oder Pincer-Impingement sowie das Nocken- oder Cam-Impingement. Ersteres geht von der Gelenkspfanne aus und betrifft vor allem Frauen. Letzterem liegt ein Hüftkopf oder Schenkelhals mit einer Verdickung zugrunde und tritt häufiger bei Männern auf.

## Ursachen
Der Begriff Impingement beschreibt einen Krankheitsprozess, bei denen es im Gelenk zu „Zusammenstößen“ anatomischer Strukturen kommt.
Je nach auslösender Impingementursache spricht man von Synovia-, Syndesmosen-, Band- und Narbenimpingement oder auch von einem freien Gelenkkörper oder fixierten Gelenkkörper.
Der häufigste Grund für ein Weichteilimpingement im oberen Sprunggelenk ist das posttraumatische Impingement, bei dem Narbenbildungen die Gelenkkapsel einklemmen und dadurch die Beweglichkeit vermindern.

## Klinisches Bild
Typisch beim Impingementsyndrom der Schulter ist ein Schmerz bei der Abduktion (Abspreizen) des Oberarms im Bereich von 70° bis 130° (painful arc), aber auch die Außen- und Innenrotation in der Schulter sind mehr oder weniger stark eingeschränkt. Diagnostisch wird hier ein positives Neer-Zeichen gefordert. Dabei wird der maximal pronierte Arm bei fixiertem Schulterblatt passiv angehoben. Schmerzen ab 130° werden als positiv betrachtet und als Zeichen für ein Vorliegen eines Impingements gewertet. Weiterhin kann eine Reizung der Supraspinatussehne ebenfalls durch maximale Innenrotation mit gleichzeitiger Abduktion des Armes erzielt werden. Dieses Zeichen nennt sich Jobe’s Sign.
Weitere Impingementsyndrome werden für das Ellenbogengelenk, das Handgelenk, das Hüftgelenk, das Kniegelenk und das obere Sprunggelenk beschrieben.

## Differentialdiagnose
Schmerzen und Beweglichkeitseinschränkungen der Schulter treten auch bei der Sehnenverkalkung auf (im Bereich der Rotatorenmanschette, „Kalkschulter“), weitere Alternativen sind unter Frozen Shoulder zu finden.

## Therapie
Zur Behandlung werden vor allem genutzt:
- Physiotherapie und Muskelaufbau
- Medikamente gegen Entzündung und Schmerzen
- Operation, falls andere Therapiemöglichkeiten auch nach mehreren Monaten keine Verbesserung bewirkt haben. Sofern anatomische Besonderheiten bestehen, kann die Operation auch schon früher erfolgen.